# 睛斑短臂鰨
睛斑短臂鰨為輻鰭魚綱鰈形目鰨亞目鰨科的其中一種，為亞熱帶海水魚，分布於中東大西洋區，從伊比利半島西南部至幾內亞灣、地中海、西印度洋南非納塔爾海域，棲息深度30-300公尺，本魚體略為灰色，身體後半部具有4個鑲白邊的黑色眼斑、前半部具有深色模糊斑點，背鰭軟條62-70枚;臀鰭軟條64-75枚，體長可達20公分，棲息在沙泥底質底層水域，以底棲生物為食，生活習性不明，可作為食用魚。

## 扩展阅读
維基物種上的相關：睛斑短臂鰨